# Stary Sławacinek
Stary Sławacinek (prononciation : [ˈstarɨ swavaˈt͡ɕinɛk]) est un village polonais de la gmina de Biała Podlaska dans le powiat de Biała Podlaska de la voïvodie de Lublin dans l'est de la Pologne.
Il se situe à environ 3 kilomètres à l'ouest de Biała Podlaska (siège de la gmina et du powiat) et 94 kilomètres au nord de Lublin (capitale de la voïvodie).
Le village comptait approximativement une population de 1 080 habitants en 2010.

## Histoire
De 1975 à 1998, le village est attaché administrativement à la voïvodie de Biała Podlaska.

Depuis 1999, il fait partie de la voïvodie de Lublin.